# Singapura na Universíada de Verão de 2021
Singapura participou da Universíada de Verão de 2021, que aconteceu em Chengdu, na China, entre 28 de julho e 8 de agosto de 2023.
Foram 113 atletas — 57 masculinos e 56 femininos — em 13 modalidades olímpicas e uma não olímpica — o wushu.

## Competidores
Estas foram as modalidades e atletas que disputaram a edição:
| Esporte             | Masculino | Feminino | Total |
| ------------------- | --------- | -------- | ----- |
| Atletismo           | 7         | 1        | 8     |
| Badminton           | 6         | 6        | 12    |
| Esgrima             | 8         | 7        | 15    |
| Ginástica artística | 1         | 0        | 1     |
| Ginástica rítmica   | 0         | 1        | 1     |
| Natação             | 7         | 6        | 13    |
| Polo aquático       | 13        | 13       | 26    |
| Remo                | 1         | 0        | 1     |
| Saltos ornamentais  | 0         | 3        | 3     |
| Taekwondo           | 1         | 1        | 2     |
| Tênis de mesa       | 5         | 4        | 9     |
| Tiro com arco       | 3         | 5        | 8     |
| Tiro                | 3         | 7        | 10    |
| Wushu               | 2         | 2        | 4     |
| Total               | 57        | 56       | 113   |

## Medalhas

### Medalhistas
Este foi o medalhista desta edição:
| Medalha | Esporte | Atleta      | Prova                 |
| ------- | ------- | ----------- | --------------------- |
| Prata   | Wushu   | Tay Yu Xuan | Masculino – Taijiquan |

### Por modalidade
Estas foram as medalhas por modalidade nesta edição:
| Esporte | Medalha de ouro | Medalha de prata | Medalha de bronze | Total de medalhas |
| ------- | --------------- | ---------------- | ----------------- | ----------------- |
| Wushu   | 0               | 1                | 0                 | 1                 |
| Total   | 0               | 1                | 0                 | 1                 |